# John Dowland
John Dowland (1562/1563 nejspíše Westminster, možná Dalkey u Dublinu — pohřben 20. února 1626, Londýn) byl anglický hudební skladatel a loutnista, jeden z nejvýznamnějších představitelů anglické renesanční hudby.

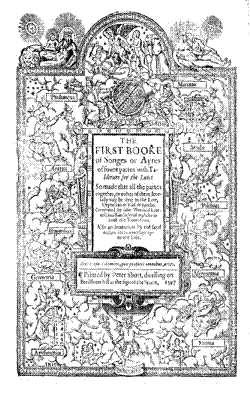
Titulní list prvého z Dowlandových zpěvníků pro loutnu

V letech 1580–4 byl ve službách sira Henryho Cobhama, vyslance královny Alžběty I. v Paříži, a jeho nástupce Edwarda Stafforda. Hodně v té době cestoval. Poznal Německo, Itálii, kde ho okouzlily zvláště madrigaly Luky Marenzia.
V letech 1598–1606 působil v Dánsku jako dvorní loutnista krále Kristiána IV. Jako loutnový virtuos proslul také na dvoře Jakuba I. v Anglii (od roku 1612 do smrti). Velký počet Dowlandových skladeb je loutně věnován, zvláště písně a zpěvy s loutnovým doprovodem.
Jeho syn Robert Dowland (ca 1591–1641) byl také hudebník; nějakou dobu působil ve službách prvního earla z Devonshiru a po otcově smrti převzal jeho post dvorního loutnisty.

## Dowlandovy skladby v moderní době
Dowland se za života a ještě několik desítek let těšil mimořádné slávě, v 18. a 19. století byl však pozapomenut. Zájem o něj oživil mezi prvními skladatel a zpěvák Frederick Keel, když vydal 15 Dowlandových skladeb ve svazcích alžbětinských milostných písní (1909 a 1913) ve volných aranžmá pro klavír a sólový hlas, jež dosáhly značné popularity.
Roku 1935 australsko-americký skladatel Percy Grainger, který se soustavně zajímal o předbachovskou hudbu, aranžoval Dowlandovu píseň „Now, O now I needs must part“ pro klavír. Roku 1953 Grainger napsal skladbu Bell Piece (Ramble on John Dowland's 'Now, O now I needs must part'), což byla verze pro hlas a žesťový orchestr, založená na jeho předchozím přepise.
Britský skladatel Benjamin Britten založil na Dowlandově písni Come Heavy Sleepe, the Image of True Death („Přijď, těžký spánku, předobraze pravé smrti“) svou skladbu Nocturnal after John Dowland (Nokturnál podle J. D.), napsanou r. 1963 pro kytaristu a loutnistu Juliana Breama. Skládá se z osmi variací založených na různých tématech z písně nebo jejího loutnového doprovodu, které se stále přibližují k Dowlandově předloze a končí kytarovou adaptací písně samé.
Sting v říjnu 2006 vydal album Dowlandových písní Songs from the Labyrinth; spolupracoval s ním bosenský loutnista Edin Karamazov.
Spisovatel SF Philip K. Dick zmiňoval Dowlanda v řadě svých děl, například název jeho vrcholného románu Kaňte, mé slzy, řekl policista (1974) cituje jednu z nejznámějších Dowlandových písní Flow, my tears a její text slouží jako moto každé části. Povídku Orfeus na hliněných nohou (Orpheus with Clay Feet, 1964) dokonce Dick vydal pod pseudonymem Jack Dowland (v ní je Jack Dowland jedním z nejuznávanějších spisovatelů SF vedle Asimova a Heinleina a své setkání s fanouškem z budoucnosti vylíčí v povídce Orfeus na hliněných nohou pod pseudonymem Philip K. Dick).

### V Česku
Píseň Now, O now I needs must part („Teď, ach teď se z nezbytí musím rozloučit“; šestá z 21 v Dowlandově sbírce The first booke of Songes, or, Ayres of fowre partes with Tableture for the Lute: so made that all the partes together, or either of them seuerally may be song to the Lute, Orpherian or Viol de gambo, Londýn 1597) nahrál Spirituál Kvintet jako „Dávno, dávno“ (album Na káře, 1997; reedice na posledním ze 4 CD kompilace 1960–2010: Sto nejkrásnějších písní (+1), 2010 je označena „Dávno, dávno vím“). Původ je identifikován pouze anglickým názvem a melodie popsána jako „tradicionál“; český text Jiřího Tichoty (který začíná trojím opakováním „dávno“) nesouvisí s Dowlandovým a je pojat jako (náznakově milostný) duet Zdenky Tichotové a Karla Zicha, který ho doprovází na kytaru.
Výběr dvanácti Dowlandových (a dvou jiných) písní začínající výšeuvedenou nahrála Jana Lewitová s Vladimírem Mertou na album Ve tmě mě zanechte... (ARTA Records, 2008). Písně jsou v originále a co možná původní instrumentaci, doplněné Lewitové volnými překlady v bookletu a recitaci sedmi na CD.